# Yamadaella caenomyce
Yamadaella caenomyce, vrsta crvenih algi iz porodice Yamadaellaceae. Prvi puta opisana je 1842. godine kao Liagora caenomyce Decaisne 1842.
Vrsta je prisutna u sva tri oceana.

## Sinonimi
- Liagora caenomyce Decaisne 1842; bazionim
- Liagora rugosa Zanardini 1851
- Liagora intricata Butters 1911
- Liagora holstii Zeh 1912